# Maxime Lestienne
Maxime Lestienne (ur. 17 czerwca 1992 roku) – belgijski piłkarz występujący na pozycji pomocnika w Lion City Sailors FC.

## Kariera

### Excelsior Mouscron
Lestienne to wychowanek szkółki Excelsioru Mouscron. Na najwyższym szczeblu rozgrywek w Belgii zadebiutował 20 grudnia 2008 we wygranej z jego późniejszym klubem Club Brugge aż 5-1 wchodząc za Asandę Sishubę w 80 minucie meczu.

### Club Brugge
Gdy Mouscron zbankrutował Lestienne stał się wolnym zawodnikiem. Walczyły o niego nie tylko najlepsze kluby Belgii, ale także angielski Everton i holenderski PSV Eindhoven, ale po wszystkim Maxime podpisał kontrakt 6 stycznia 2010 z Club Brugge.